# Unione Sportiva Cagliari 1939-1940
Questa pagina raccoglie le informazioni riguardanti l'Unione Sportiva Cagliari nelle competizioni ufficiali della stagione 1939-1940.

## Stagione
Fu l’ultima stagione prima che scoppiasse la Seconda guerra mondiale e la Sardegna fosse isolata dall’Italia per l’insicurezza dei viaggi civili.

## Rosa
| N. |                   | Ruolo | Calciatore           |
| -- | ----------------- | ----- | -------------------- |
|    | Italia (bandiera) | A     | Carlo Anedda         |
|    | Italia (bandiera) | A     | Carlo Aramu          |
|    | Italia (bandiera) | D     | Piero Aramu          |
|    | Italia (bandiera) | A     | Marco Atzeni         |
|    | Italia (bandiera) | P     | Bartolomeo Bianchi   |
|    | Italia (bandiera) | D     | Luigi Brusa          |
|    | Italia (bandiera) | A     | Amedeo Buttarelli    |
|    | Italia (bandiera) | A     | Enrico Cocco         |
|    | Italia (bandiera) | C     | Mariolino Congiu     |
|    | Italia (bandiera) | C     | Enrico Corrias       |
|    | Italia (bandiera) | C     | Marco Dessì          |
|    | Italia (bandiera) | A     | Emilio Fadda         |
|    | Italia (bandiera) | A     | Aldo Vittorio Fercia |
|    | Italia (bandiera) | A     | Silvestro Grandesso  |
|    | Italia (bandiera) | A     | Salvatore Macis      |

| N. |                   | Ruolo | Calciatore          |
| -- | ----------------- | ----- | ------------------- |
|    | Italia (bandiera) | A     | Giovace Magherini   |
|    | Italia (bandiera) | A     | Ugo Mamberti        |
|    | Italia (bandiera) | D     | Marcello Marci      |
|    | Italia (bandiera) | C     | Efisio Orani        |
|    | Italia (bandiera) | C     | Roberto Orani       |
|    | Italia (bandiera) | D     | Francesco Pau       |
|    | Italia (bandiera) | P     | Mario Piredda       |
|    | Italia (bandiera) | A     | Giovanni Pisano     |
|    | Italia (bandiera) | A     | Roberto Renza       |
|    | Italia (bandiera) | D     | Giampaolo Schinardi |
|    | Italia (bandiera) | A     | Giorgio Serra       |
|    | Italia (bandiera) | C     | Francesco Servetto  |
|    | Italia (bandiera) | D     | Carlo Sonson        |
|    | Italia (bandiera) | A     | Giovanni Staico     |
|    | Italia (bandiera) | A     | Giorgio Tului       |